# Ї
Ї, ї (Yi) é uma letra do alfabeto cirílico presente no  alfabeto ucraniano.
Representa a vogal com iotacismo /ji/.